# Armadura (cómic)
Armadura (Hisako Ichiki, 市来久子, Armor en inglés) es un personaje que aparece en los cómics estadounidenses publicados por Marvel Cómics. Fue creada por el guionista Joss Whedon y el dibujante John Cassaday, apareciendo por primera en Astonishing X-Men vol. 3 #4 (octubre de 2004). Ella es una mutante japonesa que se inscribió en el Instituto Xavier cuando era adolescente y que retuvo sus poderes después de los eventos de Decimation. No fue hasta 16 números después que se le dio el nombre en clave Armadura.

## Historial de publicaciones
Armadura apareció por primera vez en Astonishing X-Men vol. 3 #4 y fue creada por Joss Whedon y John Cassaday.

## Historia
Hisako ingresó en el Instituto Xavier donde se hizo gran amiga de un joven mutante llamado Alas. La noche en la que Ord entró en la escuela buscando a los X-Men se encontró con los dos jóvenes en uno de los pasillos. Cuando le dijeron que los profesores se habían ido, Ord decidió dejar un mensaje para ellos y se lanzó contra los chicos. Hisako atinó a activar su armadura y golpeó a Ord, quien decidió irse tras Alas. Aunque el chico intentó escapar volando, Ord lo atrapó y le inyectó la Cura, un preparado genético capaz de remover el gen-X. Hisako logró coger a Alas cuando cayó al suelo desde gran altura protegiéndolo con su armadura. Pese a todo quedó gravemente herido pero Elixir pudo curarlo, aunque perdió sus poderes de forma definitiva.
Pocos días más tarde, la Sala de Peligro se hizo pasar por Hisako para convencer a Alas para que se suicidara haciéndole creer que se encontraba en el exterior de la escuela. Sin saber que ya se había matado, Hisako intentó avisar a los X-Men del peligro que corría, ya que temía que en su estado anímico pudiera hacer alguna tontería. La inteligencia artificial de la Sala de Peligro tendió una trampa a los X-Men y consiguió que encerraran en ella a los estudiantes, entre los que estaba Hisako. De esta forma logró que liberaran su núcleo y pudo recrear un cuerpo para ir en busca de Charles Xavier.
Hisako fue una de las pocas mutantes en retener sus poderes tras el Día M. Unas semanas después de la tragedia, un grupo de alumnos sin poderes estaban abandonando la escuela en un autobús cuando los Purificadores lo hicieron estallar por los aires. Hisako acudió al entierro de sus compañeros junto al resto de estudiantes supervivientes.
Unos días más tarde, Hisako encontró a Vendas en los lavabos escondida llorando porque creía que iban a perder a un miembro más de los X-Men. De pronto apareció Wolverine manipulado mentalmente por una Emma Frost manipulada por Cassandra Nova para tener miedo de Beast, que había sido reducido a su estado feral. Hisako sacó su armadura y defendió a Vendas y Wolverine de Beast a quien consiguió poner en fuga. Mientras estaban lidiando con la crisis Ord y Peligro asaltaron la Mansión X y Hisako se enfrentó a ellos junto a Wolverine. Durante la lucha, Peligro arrojó a la chica contra las garras de Wolverine hiriéndola en la espalda. Afortunadamente Beast llegó en ese momento y neutralizó a los dos atacantes con un campo de energía.
Los X-Men y, accidentalmente Hisako, fueron transportados por S.W.O.R.D. hasta Breakworld para intentar poner fin de forma definitiva la amenaza que suponía para la Tierra ese planeta distante. Sus habitantes temían en una profecía que decía que Colossus causaría su destrucción y tenían una bala gigante apuntando la Tierra para destruirlo. S.W.O.R.D. logró llegar a un pacto con ellos para eliminar las mutaciones de la Tierra a cambio de no destruirla, ya que así ya no supondría una amenaza para ellos. Al torcerse todo Abigail Brand, la líder de S.W.O.R.D., decidió cambiar de estrategia. Mientras se aproximaban a Breakworld fueron interceptados y la nave derribada. Separados en cápsulas de salvamento, Wolverine obligó a Hisako a sacar su armadura para sobrevivir a la reentrada. Hisako estuvo a punto de ponerse a llorar al ver en que situación se encontraba, pero Wolverine le dijo que ahora formaba parte de los X-Men y la chica se animó y decidió adoptar el nombre de guerra de Armadura. Cuando los mutantes se reagruparon todos la aceptaron como nuevo miembro del equipo. Como parte del plan para derrotar a Kruun, el tirano de Breakworld, Wolverine y Armadura se dejaron capturar y fueron liberados por Cyclops, que había muerto y había sido resucitado por Kruun para ser interrogado. Desde dentro los X-Men capturaron al tirano, aunque no lograron impedir el lanzamiento del misil dirigido hacia la Tierra que terminó costando la vida a Gata Sombra.
De regreso a la Tierra, Armadura se reintegró al Cuerpo de Estudiantes. Cuando los Nuevos X-Men decidieron lanzar un ataque contra los Purificadores como venganza por la muerte de sus compañeros, Armadura los acompañó. El grupo asaltó una base purificadora en Washington, pero fueron emboscados por los Cosechadores y Lady Deathstrike. Infernal resultó gravemente herido y Pixie logró salvarlos a todos teleportándolos hasta el condado de Nueva York. De nuevo en la Mansión, Hisako se encontraba en la enfermería cuando Depredador X atravesó la pared persiguiendo a la nueva nacida. Hisako activó su armadura e hizo frente a la bestia ayudando a sus compañeros hasta que Pixie los teleportó al exterior donde los X-Men se estaba enfrentando a los Merodeadores.

## Poderes
Sin su armadura posee la fuerza normal para una chica de su edad, peso y constitución. Hisako puede generar un exoesqueleto de energía psiónica aprovechando la fortaleza de herencia de sus ancestros. La armadura la protege de la mayor parte de los ataques pudiendo reflejar rayos de energía y golpes físicos. Incluso ha la protegido de una reentrada atmosférica y el consecuente impacto desde kilómetros de altura. Hasta la fecha solo el adamantium la ha podido atravesar, pero es posible que otras substancias también puedan cruzarla. La chica puede controlar la forma de su armadura y moldearla o disminuir o incrementar su tamaño. Mantener la protección la fatiga y no es capaz de mantenerla activa durante mucho tiempo. Además de protección, la armadura también le proporciona fuerza sobrehumana.

## Apariciones en otros medios
- Wolverine and the X-Men - Tiene una pequeña aparición como una niña mutante catalogada como una de las más peligrosas. Es retenida en uno de los cuarteles de la DLM (División de Lucha contra Mutantes), y liberada más tarde por la Hermandad de Mutantes. Gracias a la intervención de los X-Men y especialmente de Kitty Pryde, Hisako fue liberada y se convirtió en la primera de los nuevos estudiantes del Instituto Xavier, teniendo un lazo de amistad con Rogue.
- Anime de X-Men - En el anime es uno de los tantos mutantes desaparecidos en Tohoku, una región de Japón, por los U-Men. En un principio, luego de ser salvada por los X-Men, iba a recibir clases de Emma Frost (que había sido contratada por los padres de Hisako para ayudar a controlar los poderes de la armadura), pero esto no pudo completarse y finalmente terminó convirtiéndose en la primera estudiante del Instituto Xavier, así como formando parte de los mismos X-Men. Básicamente toda la trama de la serie gira alrededor de ella o de eventos cercanos a ella. En el pasado, se reveló que Hisako fue a la academia de Yui Sasaki con Takeo. Un incidente con las habilidades mutantes inmensamente fuertes y poderosas de Takeo resultó accidentalmente en un gran incendio que quemó el vecindario cercano e incluyó una pequeña quemadura en la mano izquierda de Hisako.